# Fats Heard
Eugene M. „Fats“ Heard (* 10. Oktober 1923 in Cleveland, Ohio; † 5. Dezember 1987 ebenda) war ein amerikanischer Jazz-Schlagzeuger.
Fats Heard spielte zunächst Klavier und studierte am Cleveland Institute of Music, wechselte aber zum Schlagzeug. Zu Beginn seiner Karriere Ende der 1940er Jahre spielte er bei Coleman Hawkins und Lionel Hampton. Bekannt wurde er dann ab 1952 als Mitglied im Trio des Pianisten Erroll Garner durch sein Spiel mit den Besen in Aufnahmen wie Misty. Mitte der 1950er Jahre verließ er zunächst das Musikgeschäft, um u. a. als Fernseh-Verkäufer zu arbeiten. In späteren Jahren trat er in seiner Heimatstadt Cleveland im dortigen Jazzclub Cotton Club auf, den er schließlich kaufte und in Modern Jazz Room umbenannte. Dort traten auch Erroll Garner und der Trompeter Jack Teagarden auf.